# Lexus LFA
El Lexus LFA (Japonés: レクサス・LFA Rekusasu LFA?) es un automóvil deportivo cupé biplaza de dos puertas, con motor central-delantero montado longitudinalmente y de tracción trasera, producido por el fabricante japonés Lexus, subsidiaria de Toyota, entre diciembre de 2010 y 2012 en una serie limitada a 500 unidades. Incluía 50 coches con paquete "Nürburgring", cuya finalidad era ofrecer mejores cualidades para su uso en circuito. Es el segundo modelo de la línea F, marca de vehículos de alto rendimiento de Lexus, después del IS-F.

## Diseño

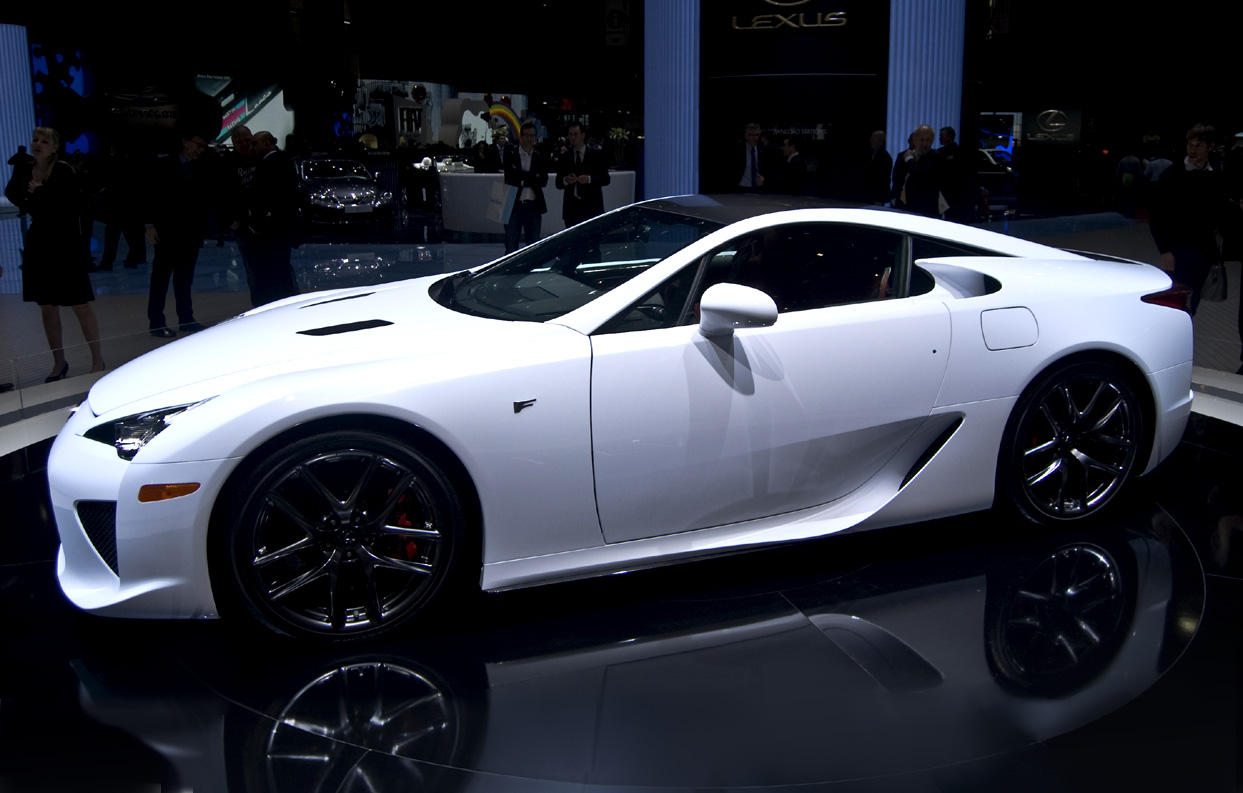
Modelo blanco durante su presentación en el Salón del Automóvil de Ginebra de 2010.

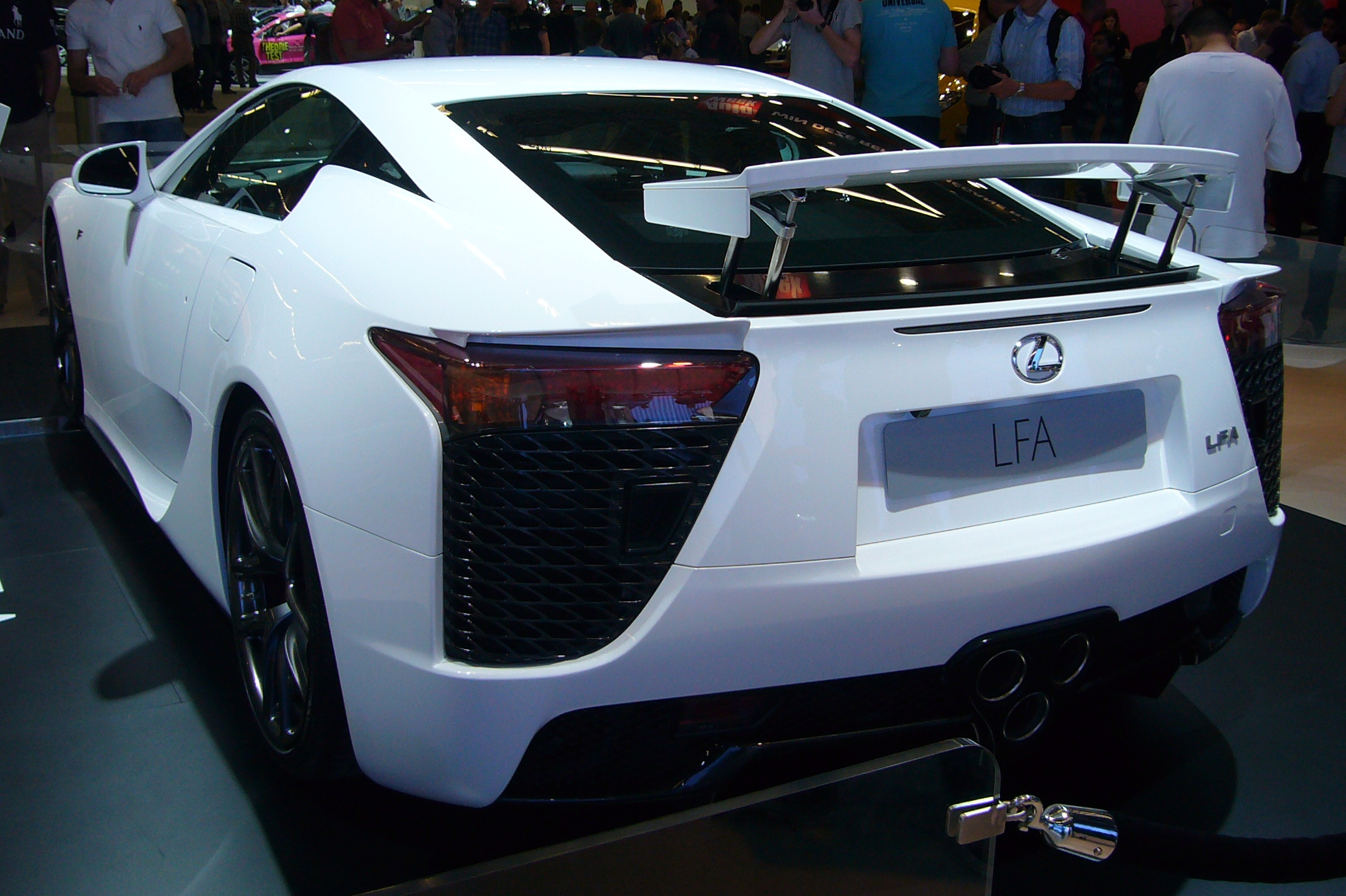
Vista trasera en Ámsterdam el 20 de abril de 2011.

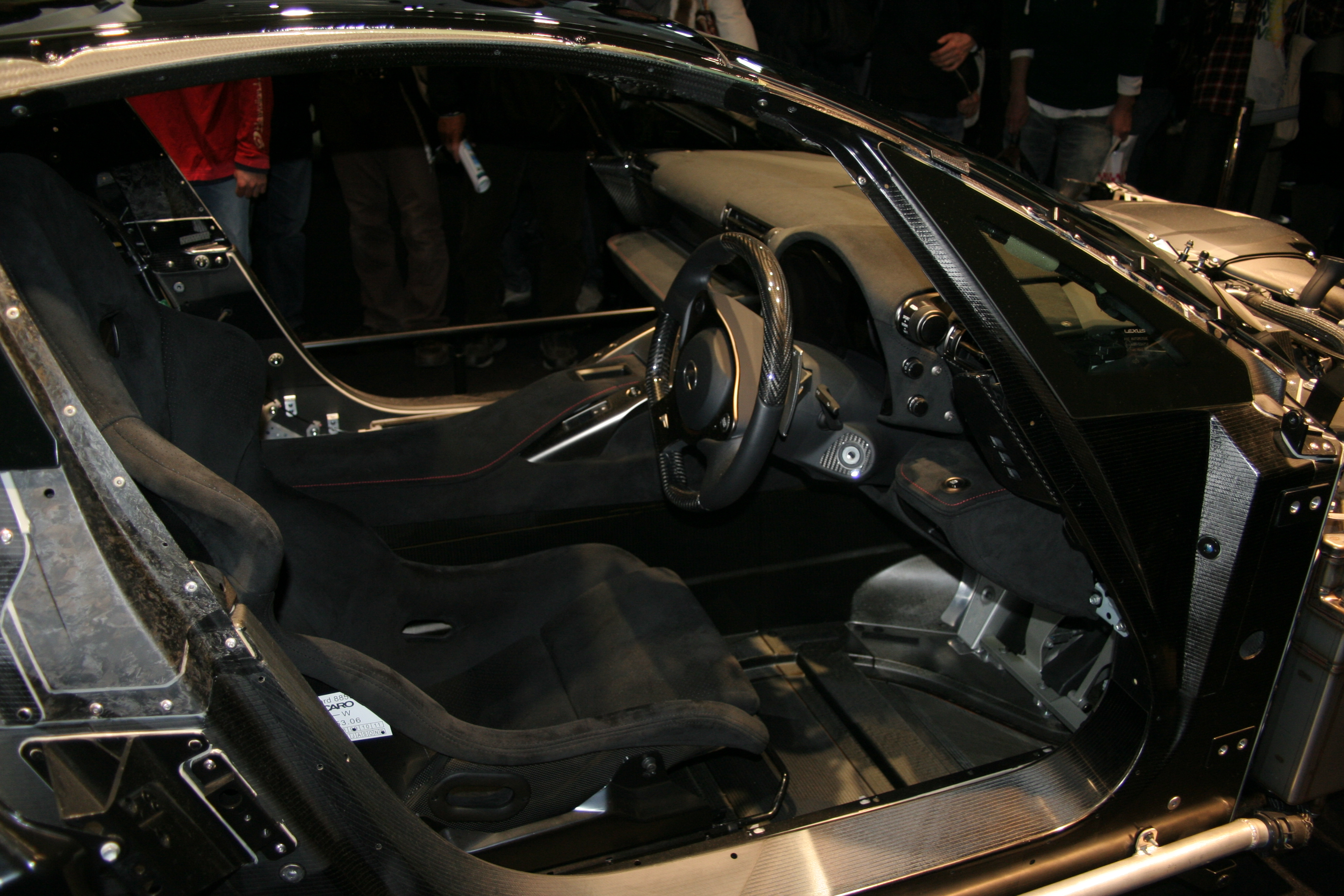
Habitáculo interior con el volante a la derecha, en el Salón del Automóvil de Tokio de 2011.

Las siglas que dan nombre a este modelo se refieren a Lexus Future modelo A, es decir, el primero de todos los que pertenecen a la nueva era de coches de la marca nipona.
Akio Toyoda, presidente de Toyota, durante la etapa de preparación del modelo aseguró que el LFA era una oportunidad de crear un ícono global de Lexus, encarnando la idea de que el mejor Lexus debe conectarse con su dueño. Con este fin, la compañía decidió lanzar el modelo al mercado para demostrar que contaban con la experiencia y capacidad tecnológica adecuada para fabricar un superdeportivo a la altura de Ferrari o Porsche. No obstante, debido a su estilo de fabricación artesanal, limitaron la producción a 500 unidades que se construyeron en tandas de 20 unidades mensuales.

"En los años 1960 construimos el Toyota 2000GT, en los años 1980 creamos el Toyota Supra. En los años 2000 tendríamos que haber creado algo similar, pero nos retrasamos 10 años. Dentro de 20 años deberá llegar otro superdeportivo, lo que supone un reto para nuestros ingenieros..."
Akio Toyoda - 2019.

Entre 2005 y 2008 se presentaron 3 prototipos del coche. Después de comenzar el desarrollo en la década de 2000, con nombre en código P280, con Haruhiko Tanahashi como responsable del proyecto, el primer prototipo LF-A se estrenó en 2005 durante el Salón del Automóvil de Detroit. En 2007 se presentó un segundo LFA con un interior completamente terminado interior y exteriormente. La tercera versión del LFA, un modelo roadster, se presentó en 2008.  
Finalmente, el modelo de producción del LFA fue presentado en el Salón del Automóvil de Tokio en octubre de 2009.

"Durante la última década hemos puesto a prueba todos los límites en la lucha por conseguir este objetivo, entre las que se incluye el desarrollo de nuestro propio chasis y carrocería de fibra de carbono monocasco avanzada. Creo que hemos creado el coche más adaptado al conductor que se puede fabricar..."
Haruhiko Tanahashi - 2010.

Lleva el mejor equipo de sonido Mark Levinson, incluso un sistema que mide la temperatura corporal de cada ocupante mediante infrarrojos para adaptar el climatizador. Emplea masivamente la fibra de carbono de tres tipos según su carga dinámica, tanto en el bastidor central como en la carrocería.
Dentro del habitáculo, Lexus ha querido diferenciar tres zonas: la mecánica con el túnel central, los asientos y la instrumentación. Los asientos al ir justo en el centro de la batalla, hasta el propio conductor juega un papel clave en la distribución de los pesos. También el eje central que aloja la transmisión y los tubos de escape ha sido posicionado con este propósito.
En cuanto a la colocación de los controles, cuenta con una pantalla TFT de 7 pulgadas (17,8 cm), el tacómetro central que marca 10 000 rpm, el acabado en piel de los laterales del volante y un anillo en la parte derecha del cuadro de instrumentación para manejar los modos del cambio automático: Normal, Auto, Sport y Wet. Asimismo, cuenta con cuero suave acabado a mano, alcantara y costuras brillantes o mate.
Como opción para el cliente, se pueden elegir los colores para las pinzas de freno, tres diseños diferentes para las llantas y una gran variedad de colores para la carrocería.

## Especificaciones

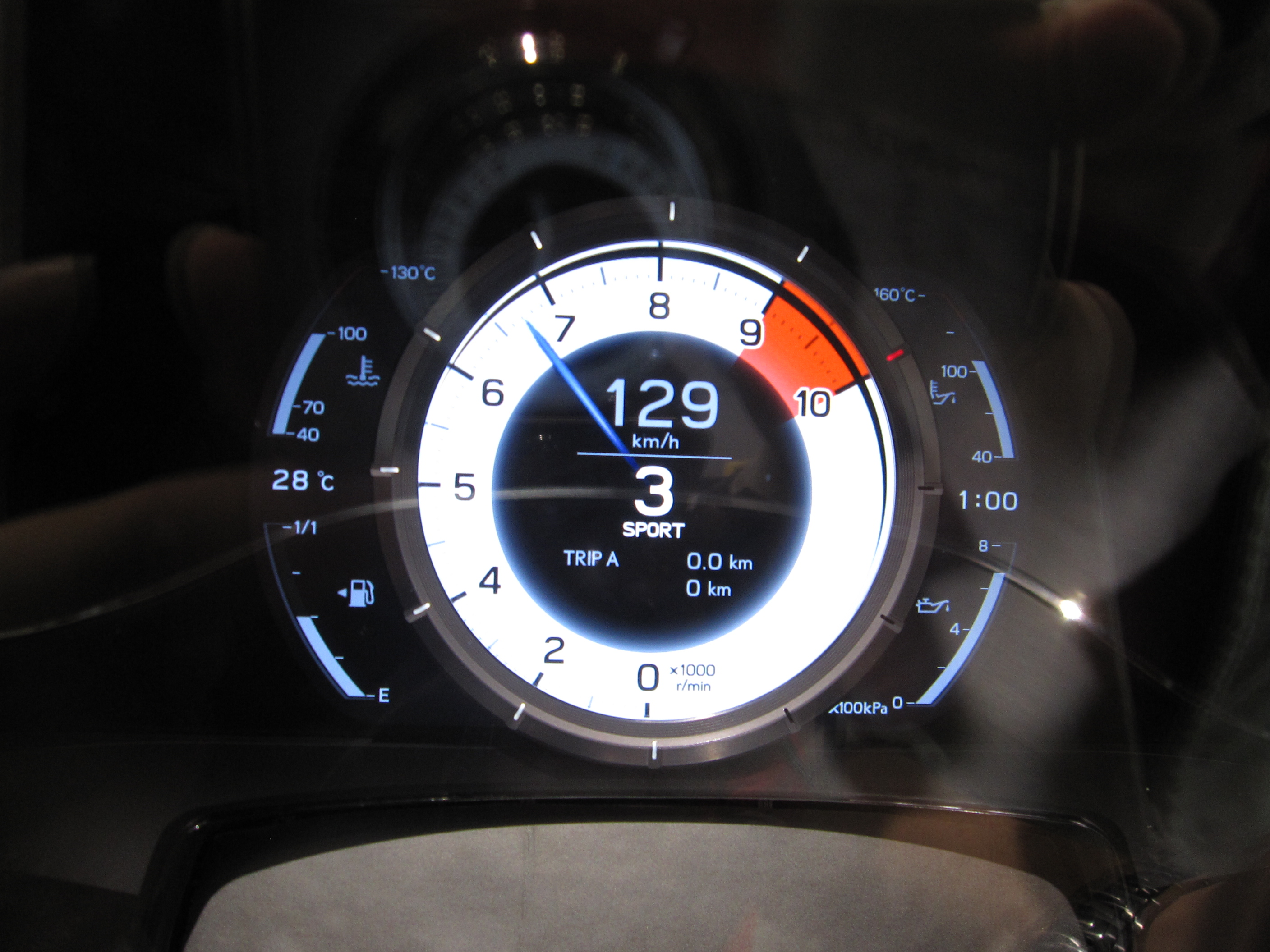
Velocímetro y tacómetro integrados.

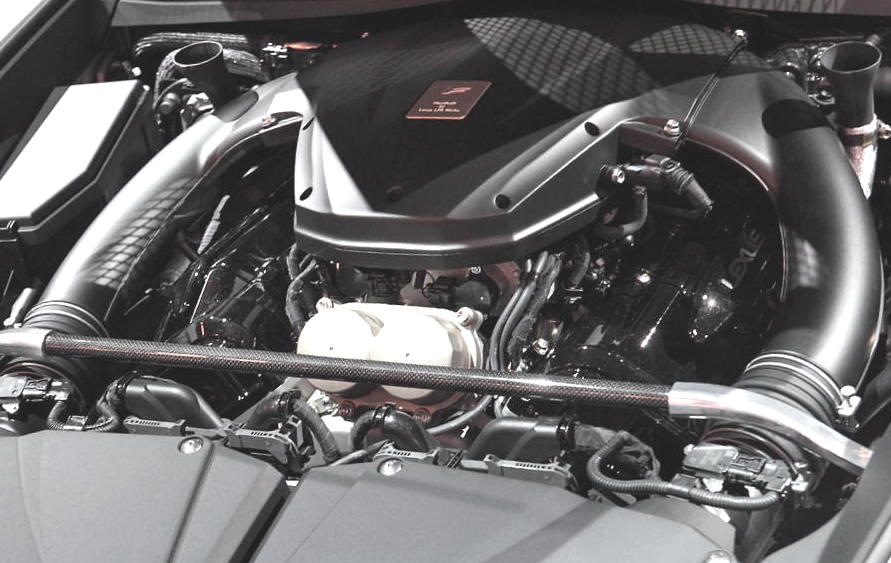
Motor V10 del LFA.

Está equipado con un motor V10 de 4805 cm³ (4,8 L; 293,2 plg³), que desarrolla una potencia máxima de 560 CV (552 HP; 412 kW) a las 8700 rpm y un par máximo de 480 N·m (354 lb·pie) a las 6800 rpm. Acelera de 0 a 100 km/h (62 mph) en 3.7 segundos y alcanza una velocidad máxima de 325 km/h (202 mph).
La lubricación por cárter seco, que permite soportar fuerzas laterales de 2 g sin pérdida en el rendimiento y la espectacular subida de vueltas del motor, que consigue en 0.6 segundos pasar del ralentí hasta las 9000 rpm. El tacómetro analógico tuvo que ser sustituido por uno digital, ya que no podía seguir el ritmo que le marcaba el motor.
Los frenos se cambiaron por unos carbono-cerámicos para ahorrar 5 kg (11 libras) de peso en cada rueda con respecto a los tradicionales de acero, además de que reducía las masas no suspendidas y aportaba un mejor tacto a la dirección. Se adaptaron con unas medidas de 390 mm (15,4 pulgadas) delanteros y 360 mm (14,2 pulgadas) traseros, pinzas flotantes y cuatro pistones en cada una con diámetro diferenciado. El que los pistones sean de diferente tamaño, repercute en la progresividad de la frenada y al mismo tiempo en la efectividad. El pistón más pequeño de 28 mm (1,1 pulgadas) aplica el primer y más ligero contacto, mientras que el mayor de 32 mm (1,3 pulgadas) aplica a posteriori el resto de la fuerza. Los rines de aluminio forjado de 20 pulgadas (50,8 cm) llevan neumáticos asimétricos Bridgestone de medidas 265/35 ZR20 en la parte delantera y 305/30 ZR20 en la trasera.
| Materiales del motor                      | Bloque y cabezas de aluminio                          |
| Distribución                              | DOHC 4 válvulas por cilindro (40 en total), con VVT-i |
| Alimentación y aspiración                 | Inyección electrónica, naturalmente aspirado          |
| Relación de compresión                    | 12.0:1                                                |
| diámetro x carrera                        | 88 x 79 mm (3,46 x 3,11 pulgadas)                     |
| Línea roja                                | 9000 rpm                                              |
| Capacidad del tanque de combustible       | 73 litros (19,3 galAm)                                |
| Sistema de lubricación                    | Cárter seco                                           |
| Aceleración de 0 a 100 mph (0 a 161 km/h) | 8 segundos                                            |
| Desde parado al 1/4 de milla (402 m)      | 11.9 segundos a 123,7 mph (199,1 km/h)                |
| Distribución de peso                      | 48% delantero y 52% trasero                           |

## En la cultura popular
Un modelo 2011, aparece en la película Fast & Furious 5 conducido por Han, interpretado por el actor Sung Kang cuando besa a Gisele Yashar, interpretada por la actriz Gal Gadot.
También ha aparecido en varias series de videojuegos de carreras, tales como: Need for Speed, Gran Turismo, Forza, entre otros.